# Therorhodion
Therorhodion  (лат.) — в соответствии с некоторыми классификациями род растений семейства Вересковые. Согласно современной системе APG IV выделяется лишь в качестве подрода в составе рода Рододендрон (Рододендрон), куда были включены и все виды рода Therorhodion.

## Ареал
Растения встречаются в Северной Америке на Аляске и в Северо-Восточной Азии (Северо-Восточный Китай, Япония, Корея, Дальний Восток России).

## Биологическое описание
Корневищные кустарники с прямыми стеблями.
Черешки у листьев отсутствуют или почти отсутствуют.
Цветки обоеполые, двусторонне симметричные; чашелистиков 5, лепестков 5, венчик лиственный; тычинок 10, пыльники без остей.
Плод — яйцевидная коробочка, содержащая около 50—100 коричневых семян.

## Виды
По данным The Plant List, род включает в себя один вид Therorhodion camtschaticum (Pall.) Small. По данным Flora of North America, род включает в себя три вида: Therorhodion camtschaticum (Pallas) Small, Therorhodion glandulosum Standley ex Small и Therorhodion redowskianum (Maximowicz) Hutchinson.
По современной системе APG IV по состоянию на декабрь 2023 года выделяется два вида рода Рододендрон, относящиеся к подвиду Therorhodion:
- Rhododendron camtschaticum Pall. - Рододендрон камчатский
- Rhododendron redowskianum Maxim. - Рододендрон Редовского